# Arthur Milton
Clement Arthur Milton (* 10. März 1928 in Bristol; † 25. April 2007 ebenda) war ein englischer Cricket- und Fußballspieler. Er war in beiden Sportarten Auswahlspieler für die jeweilige englische Nationalmannschaft und damit der letzte Spieler dem dies gelang. Im Fußball gewann er als Rechtsaußen mit dem FC Arsenal 1953 die englische Meisterschaft.

## Sportlicher Werdegang

### Laufbahn als Fußballspieler
Milton besuchte in Bristol die weiterführende Schule, leistete seinen Militärdienste in der Armee und debütierte nach anfänglichen Auftritten in der Reserve kurz nach dem 23. Geburtstag am 10. März 1951 in der ersten Mannschaft des FC Arsenal gegen Aston Villa (2:1). Es endete schmerzhaft für ihn mit einem verletzten Oberschenkel und war sein einziger Auftritt in der ausgehenden Saison 1950/51. Rasch ging dann jedoch die Entwicklung in der Spielzeit 1951/52 voran. Als antrittschneller Rechtsaußen eroberte er sich einen Stammplatz und durfte im November 1951 gegen Österreich sein erstes A-Länderspiel für England bestreiten. Die Partie gegen Österreich endete 2:2 und Miltons auffälligste Aktionen waren zwei gute Anspiele auf den rechten Halbstürmer Ivor Broadis, der jedoch aus jeweils aussichtsreicher Position vergab. Weitere Länderspiele sollten für ihn nicht folgen und nach insgesamt fünf Toren in 20 Ligaspielen verlor er auch seinen Platz in Arsenals Mannschaft zum Ende der Saison hin – im Finale des FA Cups, in dem die „Gunners“ Newcastle United mit 0:1 unterlagen, spielte auf seiner Position Freddie Cox.
Als Arsenal in der Saison 1952/53 die englische Meisterschaft gewann, wurde er wieder von Trainer Tom Whittaker bevorzugt. Er schoss sieben Tore in 25 Spielen und war damit deutlich mehr am Erfolg beteiligt als sein Konkurrent Cox, der lediglich neun Spiele in derselben Zeit absolvierte. In den folgenden zwei Jahren kam er nur noch auf insgesamt sechs Tore in 29 Ligabegegnungen, aber es sollte sich zeigen, dass sich sein sportlicher Fokus verändert hatte. Im Februar 1955 schloss sich in seiner Heimat beim späteren Drittligameister Bristol City ein Kurzengagement an, bevor er sich vollständig dem Cricketsport zuwendete. Er war damit in dieser Zeit der zweite Arsenal-Spieler neben Denis Compton, der seine Meriten in beiden Sportarten erwarb – der knapp neun Jahre ältere Compton war wie Milton Flügelspieler.

### Karriere im Cricket
Milton begann sein Cricketspiel im lokalen Cricket Club in Stapleton. Während seines Militärdienstes nutzte er freie Tage um für diesen Club zu spielen und so wurde Gloucestershire auf ihn aufmerksam. Zunächst spielte er 1948 in der zweiten Mannschaft und zwei Frist-Class-Begegnungen, wobei er überzeugen konnte. Daraufhin wurde er in der Saison 1949 als fester Spieler in der County Championship eingesetzt. Der Durchbruch gelang ihm 1952, als er in der Saison insgesamt 1992 Runs bei einem Average von 43,68 erzielte. Ab 1955 war Milton der etablierte Eröffnungsschlagmann für Gloucestershire. Bei einem Charity Match im Fußball brach er sich im November 1956 das Handgelenk und viel so für sieben Monate aus und wurde im Team herabgestuft. Als er 1958 wieder auf seine ursprüngliche Position zurückkehrte, wurde er auch auf dieser für die Nationalmannschaft berufen. Seinen ersten Test absolvierte er beim dritten Test der Tour gegen Neuseeland in Leeds und konnte dort 104* Runs erzielen. Da England beim Spiel nur ein Innings absolvierte, war Milton der erste Spieler, der bei einem Test bei jedem Ball auf dem Feld war. Es sollte sein einziges Century seiner internationalen Karriere werden. Nach einer Verletzung beim Gentlemen v Players fiel er für den nächsten Test aus, konnte dann aber im fünften und letzten Test wieder auflaufen. Die Leistungen erbrachten ihm einen Platz für die Wintertour nach Australien. Dort hatte er deutlich mehr Probleme und nach weiteren Verletzungen an seiner Hand konnte er auch dort nur zwei Tests absolvieren. Seine letzten Einsätze im internationalen Cricket erfolgten im folgenden Sommer gegen Indien, wo er abermals zwei Tests absolvierte. Jedoch waren seine Leistungen nicht mehr ausreichend und um weiterhin in die Nationalmannschaft berufen zu werden. Insgesamt erzielte er 204 Test-Runs.
Er konzentrierte sich auf seine Karriere im County Cricket und konnte mit der Mannschaft 1959 und 1969 jeweils Zweiter der County Championship werden. Offiziell trat er 1970 zurück, wurde jedoch weiterhin ins Team berufen. Bis zu seinem endgültigen Karriereende 1974 konnte Milton insgesamt 32.150 Runs und 56 Centuries im First Class erspielen. Dabei gelang es ihm in 16 County-Saisons jeweils mehr als 1.000 Runs zu erzielen und die von ihm erfolgten 758 Catches unterstrichen seine Qualitäten im Fielding. Nach seiner Karriere arbeitete er als Postmann und betätigte sich als Trainer für die University of Oxford.

## Titel/Auszeichnungen
- Englischer Fußballmeister (1): 1953